# Jean-François Allart
Pour les articles homonymes, voir Allard.
Jean-François Allart, né le 30 mars 1712 à Nuncq dans le Boulonnais et mort le 16 décembre 1775 à Versailles, est un religieux catholique français. Il fut membre de la Congrégation de la Mission.
D'abord supérieur du séminaire de Chartres, il est ensuite affecté à Versailles. Le poste de supérieur du séminaire de Versailles incluait sa nomination comme curé de l'église Notre-Dame de Versailles. La paroisse était également celle de la cour de France. Jean-François Allart rédigera de ce fait, entre autres, l'acte de baptême de trois rois de France : Louis XVI, Louis XVIII, Charles X, et les actes de décès de la marquise de Pompadour et du roi Louis XV.

## Naissance et formation
Jean-François Allart nait à Nuncq dans le Boulonnais en 1712. Il est reçu religieux le 2 février 1729 à la maison-mère de la congrégation de la Mission fondée par saint Vincent de Paul au XVIIe siècle.
Il est reçu au séminaire de Paris le 2 août 1729 et prononce ses vœux le 3 août 1731.
Rapidement distingué par ses supérieurs, il est nommé vers 1742 supérieur du petit séminaire Saint-Vincent de Chartres.
Dans toutes les fonctions occupées, il va montrer une importante activité d'amélioration des institutions dont il a la charge.

## Supérieur à Chartres
A Chartres, Allart supérieur du petit séminaire Saint-Vincent se voit ajouter la direction du séminaire de Saint-Charles.
Il travaille à agrandir les locaux par l'achat d'immeubles contigus. De ce fait il augmente beaucoup le patrimoine du séminaire, n'hésitant pas à contracter des emprunts à cette fin. Il acheta ainsi l'hôtel de Villebon mis en vente en 1745.
Cet ensemble comprend également une maison de campagne pour le repos des séminaristes.
Tous les immeubles achetés par ses soins entre 1742 et 1761 furent donnés en propriété à l'évêque de Chartres. Des lettres royales de 1764 autorisèrent cette donation (le roi exigeait de donner son approbation à toute donation faite à l'église car devenus biens du clergé, ceux ci échappaient à l'impôt ou autres droits frappant les biens civils) tout en reconnaissant la grande utilité et l'urgence de l'œuvre accomplie.
L'abbé Allart sembla néanmoins garder quelques biens pour lui ainsi qu'en témoigne un procès, conservé aux archives départementales d'Eure et Loir, gagné par lui contre son fermier de Santeuil devant la juridiction temporelle de la chambre épiscopale.

## Curé à Versailles
En 1761, Jean-François Allart est appelé au poste de supérieur de la Congrégation de la Mission établie dans l'église royale et paroissiale de Notre Dame de Versailles et nommé curé de la paroisse. « L'église était desservie par douze missionnaires de l'ordre des lazaristes, réunis à vingt-un autres, chargés du service de la chapelle du château ».
Il est curé de la paroisse de 1761 à 1775.
Cette paroisse disposait d'une situation très spéciale et unique : elle était en même temps la paroisse de la cour de France. Le roi et sa famille venaient assister aux fêtes de l'église, ce qui donnait lieu à des manifestations de grande ampleur.
Cette nomination le mettait ainsi en contact direct de la cour de France. Il est permis d'en conclure que la désignation du prêtre desservant faisait de la part de l'Église l'objet de soins particuliers et que seules des personnalités disposant des qualités adaptées étaient nommées à ce poste sensible.
La nomination le faisait en même temps principal et directeur du Collège d'Orléans fondé à Versailles par les curés de cette paroisse.
Jean-François Allart se montra habile dans ses contacts fréquents avec le roi Louis XV et la cour. Il bénéficie probablement également, pour lui-même ou pour ses œuvres, des largesses de la cour notamment lors des baptêmes des princes du Sang.
Il gère les biens du séminaire dont il a la charge : en 1770, le roi abandonne à la cure une portion de terrain au lieu-dit « l'Hôpital ». Un acte conservé aux archives départementales des Yvelines montre que Jean-François Allart donne ce terrain à bail à un blanchisseur pour en tirer quelque revenu.
Il est le prêtre en exercice lorsqu' est réalisé en 1771 un inventaire des « papiers et titres » détenus dans la paroisse.
En 1772, il assure la rénovation des bâtiments de la « Charité des Pauvres », bureau paroissial d'assistance et d'éducation fondé à la fin du XVIIe par son prédécesseur, Mr Hébert, grâce à la protection de Mme de Maintenon. Une inscription placée à l'intérieur de la maison rend hommage aux travaux du père Allart et à la sœur Warembourg.
Il meurt à Versailles le 16 décembre 1775 à l'âge de 63 ans.

## Dans la proximité de la cour
Jean-François Allart, curé de la paroisse dont dépend la cour de France, assiste à plusieurs évènements importants de cette dernière : cérémonies de baptême, mariages, enterrements. Dans ces cas-là, il officie généralement en personne, ce qui s'avère peu : pour de tels actes concernant la population « ordinaire », la prise en charge est faite par un des prêtres desservant la paroisse, comme en témoignent les registres de celle-ci. Ces actes spécifiques sont facilement identifiables, ne serait-ce que par la place occupée dans les registres : jusqu'à une page pour un baptême, alors que pour le commun, il est possible de retrouver jusqu'à 4 actes par page.
Les formules qualifiant les personnes concernées : « très haut, très Puissant, excellent Prince » demeurent elles aussi spécifiques aux membres de la famille royale et aux princes et princesses du sang, avec des nuances (par exemple formule limitée à « haut et puissant ») selon leurs fonctions et leur rang. En revanche, les signatures (parfois uniquement l'inscription des prénoms, ce qui était un privilège réservé au couple royal, au couple delphinal, aux enfants de France et aux épouses des fils de France) apposées au bas des actes surprennent parfois par leur apparence "laborieuse" semblant indiquer une maîtrise incomplète de l'écriture.
Ainsi, en général, Jean-François Allart n'intervient-il que pour les actes de personnages de premier plan. Même si le baptême des princes ou autres très hauts personnages est effectué par un dignitaire de l'Eglise, il y assiste et rédige l'acte.
A d'autres occasions, il ne rédige pas seulement l'acte mais baptise lui-même : ainsi le 12 avril 1762, il donne le complément des cérémonies du baptême au fils, ondoyé après sa naissance, du ministre chargé des affaires du roi de Pologne auprès de la cour de France, dont le parrain est le roi de France lui-même et la marraine sa fille Adélaïde, ces deux derniers étant représentés par un membre de la cour.
Qu'il assure la totalité du baptême ou uniquement la transcription de l'acte dans le registre, il côtoie nombre de personnes de haut rang, y compris le roi et la reine (baptême le 20 mai 1762 du fils de l'ambassadeur de Hongrie et de Bohême, le roi et la reine étant les parrain et marraine) à l'occasion de ces cérémonies.

### Actes de baptême
- Le 18 octobre 1761, Jean-François Allart rédige l'acte de baptême de Louis Auguste de France, fils de France, duc de Berry, né à Versailles le 23 août 1754, ondoyé le même jour par l'aumônier du roi, futur roi de France sous le nom de Louis XVI[11].
- Le même jour, il établit l'acte de baptême du frère du précédent, Louis Stanislas Xavier de France, fils de France, comte de Provence, né à Versailles le 17 novembre 1755, ondoyé le même jour par le grand aumônier de France, futur roi de France sous le nom de Louis XVIII[11],[12].
- Le lendemain 19 octobre, il rédige l'acte de baptême d'un autre frère, Charles Philippe de France, fils de France, comte d'Artois, né à Versailles le 9 octobre 1757, ondoyé le même jour par le premier aumônier du roi, futur roi de France sous le nom de Charles X[13],[14].
- Le même jour, il établit l'acte de baptême d'une sœur des précédents, Marie Adélaïde Clotilde Xavière de France, fille de France, née à Versailles le 23 septembre 1759, ondoyée le même jour par l'évêque d'Autun, connue sous le nom de Clotilde de France[13].
- Le 3 mai 1764, Jean-François Allart rédige, le roi étant présent, l'acte de baptême d'Élisabeth, Philippe, Marie, Hélène de France, fille de France, née le même jour, sœur des futurs rois cités ci-dessus, entrée dans l'histoire sous le nom d'Élisabeth de France (guillotinée en 1794)[15].

### Actes de décès
- Le 17 avril 1764, Jean-François Allart rédige l'acte de décès et d'inhumation de Jeanne Antoinette Poisson, marquise de Pompadour, âgée de 43 ans, dit l'acte. Il indique qu'il a transporté le corps en compagnie d'un autre prêtre et d'une autre personne au couvent des Capucines de Paris, lieu de sa sépulture[16],[17],[18].
- Le 12 mai 1774, il note très sobrement que le roi Louis XV, « le corps de Très haut, très puissant et très excellent prince Louis XV », mort le 10 mai, a été transféré en l'abbaye royale de bénédictins de Saint-Denis, « lieu ordinaire de sépulture des rois de France » par nous curé de la paroisse. L'acte fait seulement six lignes[19].

## Ressources externes
- Registres paroissiaux en ligne des baptêmes, mariages et sépultures de la paroisse Notre-Dame-de-Versailles